# さいとう・たかを
さいとう・たかを（本名：齊藤 隆夫〈さいとう たかお〉、1936年〈昭和11年〉11月3日 - 2021年〈令和3年〉9月24日）は、日本の漫画家。和歌山県和歌山市生まれ、大阪府堺市出身。東京都中野区、岩手県花巻市在住。
貸本漫画時代に劇画の分野を確立した人物の一人であり、一般漫画の世界に転向後も『ゴルゴ13』をはじめとする数々のヒット作品を生み出した、劇画界の代表的人物である。また「さいとう・プロダクション」を設立し、各スタッフの分業体制により作品を制作するという方式を確立した。

## 来歴

### 少年時代
1936年（昭和11年）、5人兄弟の末子として和歌山市に生まれるが、生後まもなく転居し、のちに大阪府堺市に移り住む。さいとう自身は43歳になるまで和歌山で生まれたことを知らなかった。
父親はさいとうが幼い時に家を出たため、母親が理髪店を営みながら女手一つで子供5人を育てた。小さい頃は図画工作（美術）科目とケンカが得意の、いわゆる不良少年であり、将来の夢はボクサーか画家になることであった。中学時代には府の絵画展で金賞を獲得している。
1952年に堺市立福泉中学校を卒業し、実家の理髪店で働き始める。当時は漫画に興味がなく将来の夢は挿絵画家だったが、挿絵業界は今後狭まっていく、あるいは自分の考えている方向とは違う方に行くだろうという漠然とした不安感 から、当時はまっていた映画や進駐軍が持ち込んだ「10セント・コミックス」に影響を受け、ストーリー漫画を志す。
同時期に手塚治虫（誕生月日が同じである）の『新寶島』を見て衝撃を受け、「紙で映画が作れる！」と興奮したという。当時のさいとうは手塚の影響を受け、柔らかなタッチの絵を描いていた。

### 貸本漫画家デビュー
1953年には家業である理髪店を姉と継ぐが、1955年に仕事の合間に2年近く掛けて描いたストーリー漫画『空気男爵』を、大阪の貸本出版社日の丸文庫に持ち込む。等倍の紙に漫画を描いたため、社長の山田秀三にダメ出しされるが、一年かけて書き直し、デビューが決まる。それ以降、日の丸文庫の看板漫画家として単行本を次々と発表する。
1956年には漫画に専念するために家業の理髪店を辞めるが、母親は激怒して漫画を親の仇であるかのごとく嫌うようになった。さいとうによれば、自身が漫画家として大成した後も「母親は漫画家という職業を死ぬまで嫌い、病床に置かれた僕の本に一度たりとも触れなかった」と述べている。なお、1987年にNHKで放送された「わたしの青春ノート」では「漫画に反対していた母が18歳の時に亡くなり、理髪店を叩き売った」と述べている。
同年には、辰巳ヨシヒロや松本正彦らと同じアパートで共同生活を送りながら漫画を描き始めた。当時、さいとうは高校生だった川崎のぼるをアシスタントとして働かせていたが、さいとうの人使いが荒かったことから、川崎は早々に逃げ出している。

### 上京・劇画工房誕生
1958年（昭和33年）先輩漫画家の久呂田まさみに連れられて上京、東京都国分寺市のアパートに居を構える。1959年、国分寺に居住していた日の丸文庫系劇画家のさいとう・たかを、辰巳ヨシヒロ、石川フミヤス、K・元美津、桜井昌一、山森ススム、佐藤まさあき、松本正彦ら8人で劇画制作集団「劇画工房」が結成される。人気劇画家の制作集団とあって貸本出版社からの執筆依頼が殺到して多数の貸本劇画短編集を出版するが、組織論や仕事配分、ギャラの分配などで揉め、翌年1960年春に劇画工房は短期で分裂した。

### さいとう・プロダクション設立
「劇画工房」の分裂後、佐藤まさあきや川崎のぼる、南波健二、ありかわ栄一ら、ガンアクション系の劇画家5人で新・劇画工房の設立を計画するが、頓挫。その計画を元に1960年（昭和35年）、東京都国分寺市に自らの漫画制作会社「さいとう・プロダクション」を設立した。さいとうの組織論に共鳴していた石川フミヤスらがスタッフに加わり、さいとうの兄の斉藤發司がマネージャーを務めることになる。以後、多数の貸本劇画を出版する。中でも『台風五郎』はシリーズ化され人気を博した。
1962年（昭和37年）、貸本劇画家有志と「劇画集団」を設立。メンバーはさいとう・たかを、横山まさみち、永島慎二、南波健二、石川フミヤス、ありかわ栄一、旭丘光志、都島京弥、いばら美喜、山田節子、武本サブロー、影丸譲也、他。もっとも、この団体は漫画制作を目的とした新・旧劇画工房とは違い劇画家の親睦のための団体であり、一般読者会員にも会報などを発行していた。

### 一般漫画誌に進出～ゴルゴ13の大ヒット
貸本業界が傾き始めた1963年、ボーイズライフ連載の『007』のコミカライズを機に一般漫画誌に本格進出。1967年には時代劇アクション劇画『無用ノ介』（『週刊少年マガジン』）を連載。劇画路線の『マガジン』を代表するヒット作となった。
その後、1968年（昭和43年）10月より連載開始の『ゴルゴ13』（『ビッグコミック』）は、さいとうにとっての代表作であり、日本の「劇画」の代名詞となる。『ゴルゴ13』は現在も連載中の長寿漫画であり、1976年（昭和51年）1月に1975年度小学館漫画賞の青年一般部門、2005年（平成17年）1月に2004年度小学館漫画賞の審査委員特別賞を受賞し、2021年（令和3年）7月には「最も発行巻数が多い単一漫画シリーズ」としてギネス世界記録に認定された。

### 2000年代以降の活動
21世紀に入ると『ゴルゴ13』『鬼平犯科帳』『仕掛人・藤枝梅安』の3作の長期連載を軸に活動、大ベテランとなっても月産150ページ以上の旺盛な執筆活動を展開した。
しかし、2008年に武本サブロー、2014年に石川フミヤスと、長年にわたって仕事を支えてきたチーフアシスタントが相次いで死去したこともあって、さいとうの作業量が増加した。そのため2015年2月、体力的な負担を理由に『仕掛人・藤枝梅安』の休載を決定した。残り2作品の連載執筆に専念しつつ（これらもページ数を減らしている）、『梅安』再開も模索したが、結局体力の限界を理由に2016年3月『梅安』連載終了を告知した。
そうした状況であったが、最晩年の2021年7月から『ビッグコミック増刊号』（元は『ビッグコミック』本誌と並行して『ゴルゴ13』を連載していたが、上述の事情で新作を休止していた）にて、『ゴルゴ13』のスピンオフ作品である『銃器職人・デイブ』の連載を開始している。

### 死去
2021年9月24日午前10時42分、膵臓がんのため死去。84歳没。連載中の『ゴルゴ13』については「自分抜きでも続いていってほしい」とのさいとうの遺志に沿い、さいとう・プロダクションと脚本スタッフ、連載元の『ビッグコミック』編集部の協力体制で連載を継続させていくという。
もう一つの連載作品である『鬼平犯科帳』も同年9月30日に連載の継続がリイド社公式サイトで発表された。さいとうが確立した漫画制作の分業制は、自身の死をもって究極の形となった。
2021年10月26日、日本国政府は正六位に叙することを閣議決定した。墓所は港区梅窓院。

## 人物

### 少年時代
- 中学生のころ、「こんなもんただのクイズだ、試験でもなんでもない。個人の能力がわかるはずがない」と考え、一度もまともに試験を受けなかった。しかし、ある教師が担当になったとき、いつものように答案用紙を白紙で返すと、その教師はさいとうの答案用紙を持って来て机の上に置き、「これを白紙で出すのは君の意思だから構わない、しかしこの答案用紙を提出するのは君の義務なんだから、自分の責任の証明として名前だけは書け」と諭されて感銘を受け、それを期に人間の約束と責任について深く考えるようになったという。この教師の姓が「東郷」であり、『ゴルゴ13』が名乗る名（デューク東郷）の一部となった。なお、この東郷教師は奇しくも漫画家天王寺きつねの母方の祖母の親戚筋でもあった[13]。
- さいとうの少年時代のやんちゃぶりは自伝的漫画『いてまえ武尊』に詳しい。さいとう曰く「飼い猫を焼いて食ったこと以外はほぼ実話」としている。
- 『漫画少年』ファンの友達に勧められ、一度だけ『漫画少年』に投稿した経験があり、それが審査員の手塚治虫に悪い見本として取り上げられ酷評されたという[14]（しかし実際には投稿欄の手塚によると思われていた文章は編集者が書いたものであり、手塚は忙しくて名前だけ貸していた状態であったことが後に分かる）。

### 家族との関係
- さいとうの父親が、営んでいた理髪店を放り出し、写真家・画家・彫刻家などを目指すが挫折し、出奔して家を出ていったことから、母親は芸術関係の仕事を人一倍嫌悪した。父親の絵をさいとうの目の前で何の躊躇もなくかまどにくべて焼き「男が芸術で食べていけるわけが無い」と吐き捨てたという。小学生時代のさいとうが地元大阪府の展覧会に応募し金賞を取った絵も、即座にかまどに放り捨てられ燃やされたとのこと。
- 漫画家となるために実家の理髪店を辞めた際には大激怒され、以来母親は漫画と漫画家を親の仇のごとく憎悪するようになったという。さいとうが漫画家として大成した後も送ったゴルゴ13の単行本を見もせずに即刻焼却し、その挙句、死の床にあっても単行本に指一つ触れようとしないどころか視界から背け、和解を拒むなど、さいとうのことを最期まで認めず、同時に許さなかった。このことはさいとうも気にしているようで、執筆室には仕事をしているさいとうに向かい合うように亡母の写真が飾られている。
- さいとうの兄の斉藤發司も同様で、發司がさいとう・プロダクションおよびリイド社の代表取締役社長になった後にも、子供に「漫画など読むな」と説教していたという。
- 元妻のセツコ・山田との間に娘が2人いるが、この姉妹はじゃんぐる堂の共同ペンネームで同人誌・商業誌（親族が経営するリイド社の『コミック乱』を含む）に漫画を執筆している。

### 創作
- デビュー当初はSF志向があったが、若い労働者が主体だった貸本漫画の客層がそれを受け入れなかったため、アクション漫画がメインになっていった。
- 元は作画をGペンで行っていたが、太さの違うサインペンでペン入れを行うようになった。また、ネーム後には基本的に下書きをせず、いきなりペン入れから始める。キャラクターは眉毛やモミアゲといった特徴的な部分から書き始める。
- 作中の台詞の数字は固有名詞を除いて全て漢数字を使う。

### 趣味・嗜好
- 趣味はテレビや映画鑑賞、若い頃からの大相撲ファンでもある。元大相撲力士の三濱洋俊明は母方の親戚にあたる。
- 1980年代にはゴルフに熱中しており、山梨の富士野屋別館には交流の深い漫画家仲間である石ノ森章太郎、北見けんいち、ちばてつや、つのだじろう、藤子不二雄A、古谷三敏らと書いた寄せ書きが額縁入りで飾られている（松本零士も来る予定だったが、原稿が間に合わず参加できなかったという）。
- 小学4年生から吸っているという愛煙家であり[15]、「煙草と名のつく物は何でも吸ってきた」と話し、過去には葉巻（細巻きのメキシコ産の銘柄を愛煙していた）やパイプも喫煙したことがあると語っている。執筆も喫煙しながら行う。現在は紙巻きたばこを愛煙しており、これまで嗜好していた銘柄は、プレミア・ワンやメビウス・ディースペックなどとのこと。元々は、吸い終えた煙草の火で次の煙草に着火するという、チェーンスモーカーであったらしく、一日の喫煙量は相当なものになっていたようであるが、現在の喫煙量は1日40本ほどになったと話す[16]。

### その他
- 漫画家になってからも、友人の永島慎二を殴ろうとしたヤクザをメンチを切って追い払う、泥酔して絡んできた久呂田まさみを投げ飛ばす、などの数々の武勇伝がある。
- さいとう・プロダクションのある中野区に在住していたが、妻の出身である岩手県にも居を構えていた。なお、『ゴルゴ13』で岩手県出身の商社マン（後に商社を辞めて帰郷）をたびたび登場させたり、東條英機が戦犯として逮捕された自分の奪還を企てた者に達観の心境を示す場面があったりするなど、漫画の中に岩手県への思いが示されている。
- 能見正比古の提唱した血液型性格診断の熱烈な信奉者であり、血液型の著書を複数出している。
- 大阪府堺市の名誉大使として、2014年9月26日に委嘱を受けた[17]。
- 『ゴルゴ13』は理髪店などに置かれることが多いが、これは一話完結で待ち時間でも読みやすいからであると同時に作者が理髪店出身という経緯から親しみをこめているという店も存在する[18]。

## さいとう・プロダクション
株式会社さいとう・プロダクションは、初めて漫画制作に分業体制や脚本部門を置いた漫画制作プロダクションである。
漫画アシスタントは低賃金長時間労働が一般的であるが、さいとう・プロダクションは雇用条件に気を配っており、スタッフの待遇の良さには定評がある。分業で漫画制作することによって、無理なく長期連載を請け負うことが出来ているゆえに可能なビジネスモデルである。
例えば、手塚治虫が手塚プロダクションで漫画作品を描いた場合には、手塚治虫個人の名前だけが作家名として表記されるのが常であったが、さいとう・プロダクションの作品の場合は、最後のページでスタッフ一覧のクレジットタイトルが映画作品と同様に示されている。ただし、単行本ではこれらのクレジットは削除されており、単なる余白となっている。
さいとうが亡くなった現状、作画スタッフがキャラの顔を似せて描こうとすると1時間近くかかるため、大量にストックされている顔をトレースして描いているという。

### 作画工程
以下に、『鬼平犯科帳』の制作工程を挙げる。
さいとう・プロには作画スタッフが総勢10名いて、それとは別に下書きを担当するひきの・しんじが鬼平の脚本を読んで、鉛筆で下書きを描くという。それを作画チーフのふじわら・よしひでと、双子の兄である藤原輝美がチェックし、構図を鬼平流にアレンジする。
構図が決まると、「背景」担当の白川修司、「主要キャラ」担当の木村周司、「脇役キャラ」担当の宇良尚子に原稿を渡す。白川と宇良が中心になり、作画をそれぞれ別のスタッフに割り振る。
キャラが描かれて背景がすべて入ったら、最後は仕上げとなり、スタッフ全員でトーン貼り・ベタ塗り・修正を施していく。下書きから原稿完成まで、だいたい7日くらいかかるという。
余談だがさいとうたかをは主人公の目しかかかないと称されることもあるが、これは『こちら葛飾区亀有公園前派出所』で登場する漫画家 と作者である秋本治がさいとうの熱心なファンであることから結びついた都市伝説の類である。

### スタッフ

#### 現スタッフ
以下はさいとう･プロダクション公式サイト内、制作スタッフ（2025年5月 閲覧）を参照にして記述、このページでの紹介順、さいとう自身と物故者の石川フミヤスは除く
- 宇良尚子
- 木村周司
- 白川修司
- 藤原輝美
- ふじわら・よしひで（藤原芳秀）
- 上農博昭
- 古賀憲
- 永嶋康宏
- 杉本隆康
- 渡辺格
- 小山響
- 徳地康嘉
- ふじわら・まゆ
- 古賀憲

#### 過去のスタッフ・アシスタント
- 石川フミヤス
- 武本サブロー
- 甲良幹二郎 - さいとうの晩年（2018年 - 2021年頃）に『鬼平犯科帳』で構図を担当している。
- K・元美津
- 小池一夫（脚本）
- 赤司教
- 青木和夫
- なかざと遊生
- 徳富祐
- TAKU
- 正村弟
- 横井仁司
- 谷平由佳
- 川崎のぼる
- 南波健二
- 磯田和一
- 伊賀和洋
- 神田たけ志
- 叶精作
- 神江里見
- 小山ゆう
- やまさき拓味
- やまおか玲次
- 山本又一朗（プロデューサー、トライストーン・エンタテイメント代表取締役社長）
- 折茂賢司（ゲームプロデューサー）
- 上柚宇大
- クニムラ利雄
- 杉本洋平
- 大野恵
- いとう・たかし
- 千葉利助
- 北原功士
- 小松翔太
- 松森茂嘉

## リイド社
リイド社はさいとう・プロダクションの出版部門が分社化されたものであり、さいとうの兄の斉藤發司がリイド社およびさいとう・プロダクションの代表取締役社長を務めてきた。2016年に發司が死去したことを受け、發司の長男で専務取締役（当時）だった斉藤哲人が社長を引き継いでいる。
設立当時、大手出版社では漫画雑誌の出版がメインで、単行本を出版するということをあまりしていなかったため、その当時からの慣例で、さいとうの漫画は他社の雑誌に連載されている作品であっても単行本はリイド社から出版されている（『ゴルゴ13』は、小学館『ビッグコミック』連載で、単行本はリイド社、小学館でも『My First BIG』などで一部再刊）。また、発行しているリイド社の漫画単行本レーベル『SPコミックス』のSPの名称は、さいとう・プロダクション(Saito・Production)からとられている。

## 受賞（章）歴
- 1976年1月 - 第21回小学館漫画賞青年一般部門（『ゴルゴ13』）
- 2003年11月 - 紫綬褒章[24]
- 2003年11月3日 - 第一回理容チョキちゃん大賞（主催・全理連）受賞[25]
- 2005年1月 - 第50回小学館漫画賞審査委員特別賞（『ゴルゴ13』）
- 2010年4月 - 旭日小綬章[26]
- 2017年11月 - 第2回まんが郷いわて特別賞 受賞
- 2018年1月 - 和歌山県文化表彰文化賞[27]
- 2019年9月 - 名誉都民[28]
- 2021年 - 正六位[12]

## 作品リスト

### 劇画作品
- 空気男爵（1955年、描き下ろし単行本）
- 「台風五郎」シリーズ（1958年 - ）
- 武芸紀行（1962年）
- ベリー・ファーザー（1963年）
- 「007」シリーズ（1963 - 1967年） - イアン・フレミング原作
  - 死ぬのは奴らだ（1963年）
  - サンダーボール作戦（1965 - 1966年）
  - 女王陛下の007（1966年）
  - 黄金の銃を持つ男（1967年）
- デビルキング（1964年、貸本版）
  - デビルキング（1969 - 1970年、少年サンデー連載リメイク版）
- ウルトラマン危機一発!（1966年、朝日ソノラマ ソノシート）[29]
- サイレント・ワールド（1966 - 1967年）
- THE シャドウマン[30]（1967年）
- 無用ノ介（1967 - 1969年）
- 挑戦野郎（1967 - 1969年）
- 捜し屋禿鷹登場!!（1968 - 1969年？）
- ゴルゴ13（1969年 - ）
  - 銃器職人・デイブ（2021年 - ） - ゴルゴ13のスピンオフ[9]。
- 影狩り（1969 - 1970年）
- 鯨神（1971年、原作：宇能鴻一郎）
- バロム・1（1971年）
- 怪盗シュガー（1972 - 1973年）
- 日本沈没（1973年、漫画：さいとうプロ、原作：小松左京）
- ホーキング（1974 - 1975年）
- うどん団兵衛（1975年）
- マッド★メガ（1975 - 1976年）
- サバイバル（1976 - 1978年）
- 東京捜査戦線 いぬ棒（1977年）
- 過去からの声（1979年、読切、原案：手塚治虫）
- ホテル探偵DOLL（1980年）
- いてまえ武尊[31]（1980 - 1981年）
- 特救GO!（海上特殊救難隊-板垣豪-）（1981 - 1982年）
- Mr. BIRD（1982年）
- 雲盗り暫平（1983 - 1988年）
- 武田信玄（1987 - 1988年、描き下ろし単行本）
- 劇画・小説吉田学校（歴史劇画 大宰相）（1988 - 1991年、描き下ろし単行本） - 戸川猪佐武の「小説吉田学校」を漫画化。
- 買厄人 九頭竜（1989年、石ノ森章太郎「買厄懸場帖 九頭竜」をリメイク）
- SECRET M一族（採掘師M一族）（1991 - 1992年）
- 毒ダネ特派員カスガ（KASUGA）（1992年）
- 江戸の世にロシアを見た男 大黒屋光太夫（1992年、描き下ろし単行本、徳間書店） ISBN 4-19-444858-8
- 漂流[32]（1992 - 1994年）
- 鬼平犯科帳（1993年 - ）
- マンガ日本の古典 18 太平記 （1995 - 1996年、描き下ろし単行本）
- ブレイクダウン（1995 - 1997年）
- キティ・ホーカー（1995 - 1998年）
- 水滸伝（1996年、描き下ろし単行本）
- 七人の侍（描き下ろし単行本、1997年）
- OPERATIONG.G.（1999 - 2000年）
- 北条時宗（2000年、描き下ろし単行本）
- 刺客 怨み葵（2001 - 2006年、脚本：工藤かずや）
- 仕掛人 藤枝梅安（2001 - 2014年）
- 血闘!新選組（2004年）
- 織田信長（2005年、描き下ろし単行本）

### 活字作品、関連本
- 『劇画家生活30周年記念 さいとう・たかを 劇画の世界』（1986年12月15日、リイド社）ISBN 4-947538-60-0
- 『さいとう・たかをのコーヒーブレイク 俺の秘密ファイル』（1992年11月20日、フローラル出版）ISBN 4-930831-08-3
- 『さいとう・たかをの【ゴルゴ流】血液型人物観察術』（2002年4月19日、PHP研究所）ISBN 4-569-62043-4
- 『さいとう・たかを 劇・男』（著者:さいとう・たかを 劇・男制作委員会）（2003年11月19日、リイド社）ISBN 4-8458-2374-8
- 『俺の後ろに立つな さいとう・たかを劇画一代』（2010年6月25日、新潮社）ISBN 978-4-10-325731-8
- 『画業60周年記念出版 さいとう・たかをゴリラコレクション 劇画1964』（2015年11月13日、リイド社）ISBN 978-4-8458-4420-3
- 『さいとう・たかを本 漫画家本vol.7』（2018年9月12日、小学館）ISBN 978-4091286161
- 『劇画の神様　さいとう・たかをと小池一夫の時代』（著者:伊賀和洋）（2024年4月30日、彩図社）ISBN 9784801307162 ※ さいとうたかおと小池一夫の元アシスタントが体験を描いた漫画。

### その他
- 『完全復刻版 影・街』（著者:石川フミヤス、草川秀男、久呂田まさみ、さいとう・たかを、桜井昌一、佐藤まさあき、高橋真琴、辰巳ヨシヒロ、松本正彦）（2009年2月1日、小学館）ISBN 9784778031077

## メディア出演

### テレビ
- 情熱大陸（MBSテレビ、2006年2月5日）[35]
- 日経スペシャル カンブリア宮殿 「漫画をビジネスに変えた男！」（2007年2月26日、テレビ東京）[36]
- 探検バクモン「ゴルゴ13の秘密基地に潜入せよ!」（NHK総合、2013年1月16日・23日）[37]
- 浦沢直樹の漫勉（NHK Eテレ、2015年9月25日）[38]
- 漫道コバヤシ #22「画業60周年記念！ゴルゴ13シリーズ さいとう・たかをSP」（フジテレビONE、2015年12月14日）[39]
- ゴロウ・デラックス（TBSテレビ、2016年7月22日（21日深夜））[40]
- SWITCHインタビュー 達人達「さいとう・たかを×山中俊治」（NHK Eテレ、2019年12月21日）[41][42]
- ごごナマ（NHK総合、2020年1月9日）[43]
- アナザーストーリーズ 運命の分岐点「“用件を聞こうか”〜ゴルゴ13　最大の危機〜」（NHK-BSP、2020年10月6日）

### 雑誌
- 2016年5月26日発売の『週刊文春』2016年6月2日号 頁64-67に、樋口武男の「複眼対談」第68回で、対談記事「さいとう・たかを　劇画家」が掲載。